# 家貓品種列表
這是一個關於家貓品種的列表，列出被國際愛貓協會（The International Cat Association）所認定註冊的純種貓和雜交出的家貓品種。

## 認可品種
| 品種                     | 原產地      | 起源                                                | 體型       | 毛髮                        | 顏色/花紋                     | 圖片 |
| ------------------------ | ----------- | --------------------------------------------------- | ---------- | --------------------------- | ----------------------------- | ---- |
| 阿比西尼亞貓             | 埃塞俄比亞  | 天然                                                | 東方       | 短                          | 單色                          |      |
| 愛琴海貓                 | 希臘        | 天然                                                | 標準       | 半長                        | 雙色或三色                    |      |
| 澳大利亞霧貓             | 澳大利亞    | 雜交                                                | 中等       | 短                          | 虎斑                          |      |
| 美國多趾貓               | 美國        | 突變                                                | 中等       | 長/短                       | 所有                          |      |
| 美國短尾貓               | 美國        | 雜交                                                | Semi-Cobby | 中                          | 所有                          |      |
| 美國反耳貓               | 美國        | 突變                                                | Cobby      | 長/短                       | 所有                          |      |
| 美国短毛猫               | 美國        | 天然                                                | 中等       | 短                          | 所有                          |      |
| 美国硬毛猫               | 美國        | 突變 （美國短毛貓的突變種）                         |            | 卷毛                        | All but colorpoint            |      |
| 亞洲貓                   | 英國        |                                                     |            | 短                          | 單色                          |      |
| 亞洲半長毛貓             | 英國        | 雜交                                                |            | 半長                        | 單色                          |      |
| 峇里貓                   | 美國        | 雜交                                                | Oriental   | 長                          | Colorpoint                    |      |
| 巴比諾貓                 |             | 雜交 （斯芬克斯貓與曼赤肯貓的混種）                 |            | hairless or with fuzzy down |                               |      |
| 孟加拉貓                 | 美國        | 雜交                                                |            | 短                          | Spotted/Marbled               |      |
| 伯曼貓                   | 缅甸        | 天然                                                |            | 長                          | Colorpoint                    |      |
| 孟買貓                   | 美國        | 雜交 （緬甸貓與美國短毛貓的混種）                   | 中等       | 短                          | 單色                          |      |
| 巴西短毛貓               | 巴西        | 天然                                                |            | 短                          | 所有                          |      |
| 英国短毛猫               | 英國        | 天然                                                |            | 短                          | 所有                          |      |
| 英國長毛貓               | 英國        |                                                     |            | 长                          |                               |      |
| 緬甸貓                   | 缅甸和泰国  | 天然                                                |            | 短                          | 單色                          |      |
| 波米拉猫                 | 英國        | 雜交 （波斯貓與緬甸貓的混種）                       |            | 短/长                       |                               |      |
| 加州閃亮貓               | 美國        | 雜交 （阿比西尼亞貓、美國短毛貓與英國短毛貓的混種） |            | 短                          | Spotted                       |      |
| 查达利猫                 | 美國        | 雜交 （亞洲貓與緬甸貓的混種）                       |            |                             |                               |      |
| 卡特爾貓                 | 法国        | 天然                                                | Cobby      | 短                          | 單色                          |      |
| 獅子貓                   | 法国        | 雜交                                                |            | 短                          | Ticked                        |      |
| 奇多貓                   | 美國        | 雜交 （孟加拉猫與欧西猫的混种）                     |            | 短                          | Spotted                       |      |
| 重點色短毛貓             |             |                                                     |            | 短                          |                               |      |
| 康沃耳帝王貓             | 英國        | 突變                                                |            | 卷毛                        | 所有                          |      |
| 威爾斯貓                 | 马恩岛      | 天然/突變 （馬恩島貓的突變種）                      |            | 長                          |                               |      |
| 塞浦路斯短毛貓           | 塞浦路斯    | 天然                                                | Svelte     | 短                          | 所有                          |      |
| 德文帝王貓               | 英國        | 突變                                                | 东方       | 卷毛                        | 所有                          |      |
| 顿斯科伊猫               | 俄罗斯      |                                                     |            | 無毛                        |                               |      |
| 埃及猫                   | 埃及        | 天然                                                |            | 短                          | 斑點                          |      |
| 欧洲短毛猫               | 瑞典        | 天然                                                |            | 短                          |                               |      |
| 异国短毛猫               | 美國        | 雜交 （美國短毛貓與波斯貓的混種）                   | Cobby      | 短                          | 所有                          |      |
| 德国卷毛猫               | 德国        | 突變                                                |            | 卷毛                        |                               |      |
| 哈瓦那棕猫               | 英國        |                                                     |            | 短                          | 單色                          |      |
| 喜馬拉雅貓               | 英國        | 雜交 （暹羅貓與波斯貓的混種）                       | Cobby      | 長                          | Colorpoint                    |      |
| 日本短尾猫               | 日本        | 天然                                                | 中等       | 短/长                       | All but colorpoint and ticked |      |
| 爪哇猫                   |             | 雜交                                                | 东方       | 短/长                       | Colorpoint                    |      |
| 科拉特貓                 | 泰国        | 天然                                                |            | 短                          | 單色                          |      |
| 千岛短尾猫               | 俄罗斯      | 天然                                                | Semi-Cobby | 短/长                       |                               |      |
| 拉邦猫                   | 美國        | 突變                                                | 中等       | 卷毛                        | 所有                          |      |
| 緬因貓                   | 美國        | 天然                                                |            | 長                          | All but colorpoint and ticked |      |
| 馬恩島貓                 | 马恩岛      | 天然/突變                                           |            | 短/长                       | All but colorpoint            |      |
| 明斯钦猫                 | 美國        | 雜交 （曼切堪貓與斯芬克斯貓的混種）                 | Semi-Cobby | 短/無毛                     | 所有                          |      |
| 曼切堪貓                 | 美國        | 突變                                                |            |                             |                               |      |
| 尼比龙猫                 | 美國        |                                                     |            | 半長                        | Solid                         |      |
| 拿破仑猫                 |             |                                                     |            | 长或短                      | varied                        |      |
| 挪威森林貓               | 挪威        | 天然                                                |            | 長                          | All but colorpoint            |      |
| 歐西貓                   | 美國        | 雜交 （阿比西尼亞貓與暹羅貓的混種）                 |            | 短                          | Spotted                       |      |
| 欧斯亚史烈斯猫           | 美國        |                                                     |            |                             |                               |      |
| 俄勒冈卷毛猫             | 美國        | 突變                                                |            | 卷毛                        |                               |      |
| 东方双色猫               |             |                                                     |            |                             | 雙色                          |      |
| 東方短毛貓               |             |                                                     | 东方       | 短                          | All but colorpoint            |      |
| 東方長毛貓               |             |                                                     | 东方       | 半長                        |                               |      |
| 波斯貓                   | 大伊朗      |                                                     | Cobby      | 長                          | 所有                          |      |
| 彼得秃猫                 | 俄罗斯      | 雜交 （顿斯科伊猫與東方短毛貓的混種）               | Stocky     | 無毛                        | 所有                          |      |
| 北美洲短毛猫             | 美國        | 天然                                                |            | 短                          | Spotted                       |      |
| 褴褛猫                   | 美國        | 雜交                                                | Cobby      | 長                          | 所有                          |      |
| 布偶貓                   | 美國        | 雜交                                                | Cobby      | 長                          | Colorpoint/Mitted/Bicolor     |      |
| 俄羅斯藍貓               | 俄罗斯      | 天然                                                |            | 短                          | Solid                         |      |
| 俄羅斯白貓、黑貓和虎斑貓 | 澳大利亚    | 雜交                                                |            | 短                          |                               |      |
| 热带草原猫               | 美國        | 雜交                                                |            | 短                          | Spotted                       |      |
| 蘇格蘭摺耳貓             | 蘇格蘭      | 天然/雜交                                           | Cobby      | 短/长                       | All                           |      |
| 塞爾凱克鬈毛貓           | 美國        | 突變/雜交                                           |            | Rex (短/長)                 | 所有                          |      |
| 塞伦盖蒂猫               | 美國        | 雜交 （孟加拉貓與東方短毛貓的混種）                 |            | 短                          | Spotted                       |      |
| 暹罗猫                   | 泰国        | 天然                                                | Oriental   | 短                          | Colorpoint                    |      |
| 西伯利亚猫               | 俄罗斯      | 天然                                                | Semi-Cobby | 半長                        | 所有                          |      |
| 新加坡貓                 | 新加坡      | 天然                                                |            | 短                          | Ticked                        |      |
| 雪鞋貓                   | 美國        | 雜交                                                |            | 短                          | Colorpoint                    |      |
| 肯尼亚猫                 | 肯尼亚      | 天然                                                |            | 短                          | Classic tabby with ticking    |      |
| 索馬利貓                 | 美國        | 突變 （阿比西尼亞貓的突變種）                       |            | 長                          | Ticked                        |      |
| 斯芬克斯貓               | 加拿大/美国 | 突變                                                | Stocky     | 無毛                        | 所有                          |      |
| 傳統暹羅貓               | 泰国        | 天然                                                |            | 短                          | Colorpoint                    |      |
| 東奇尼貓                 | 加拿大      | 雜交 （暹羅貓與緬甸貓的混種）                       |            | 短                          | Colourpoint/Mink/Solid        |      |
| 玩具虎貓                 |             | 雜交                                                |            |                             |                               |      |
| 土耳其安哥拉貓           | 土耳其      | 天然                                                |            | 半長                        | All but colorpoint            |      |
| 土耳其梵貓               | 土耳其      | 天然                                                |            | 半長                        | Van                           |      |
| 烏克蘭勒夫科伊貓         | 乌克兰      |                                                     |            | 無毛                        |                               |      |
| 烏蘇里貓                 | 俄罗斯      | 天然雜交                                            |            | 短                          | Spotted                       |      |
| 约克巧克力猫             | 美國        |                                                     |            |                             |                               |      |
| 狸花猫                   | 中国        | 自然                                                |            | 短                          | 条纹                          |      |

## 部分常見貓品種簡介

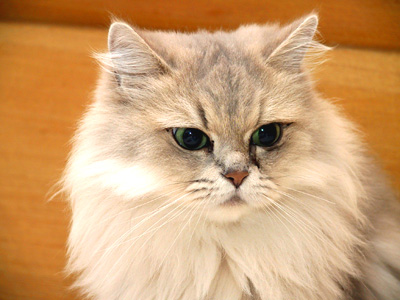
金吉拉，一種屬於波斯貓品種的長毛貓，但在一些細節的特徵上與標準的波斯貓不全然一致

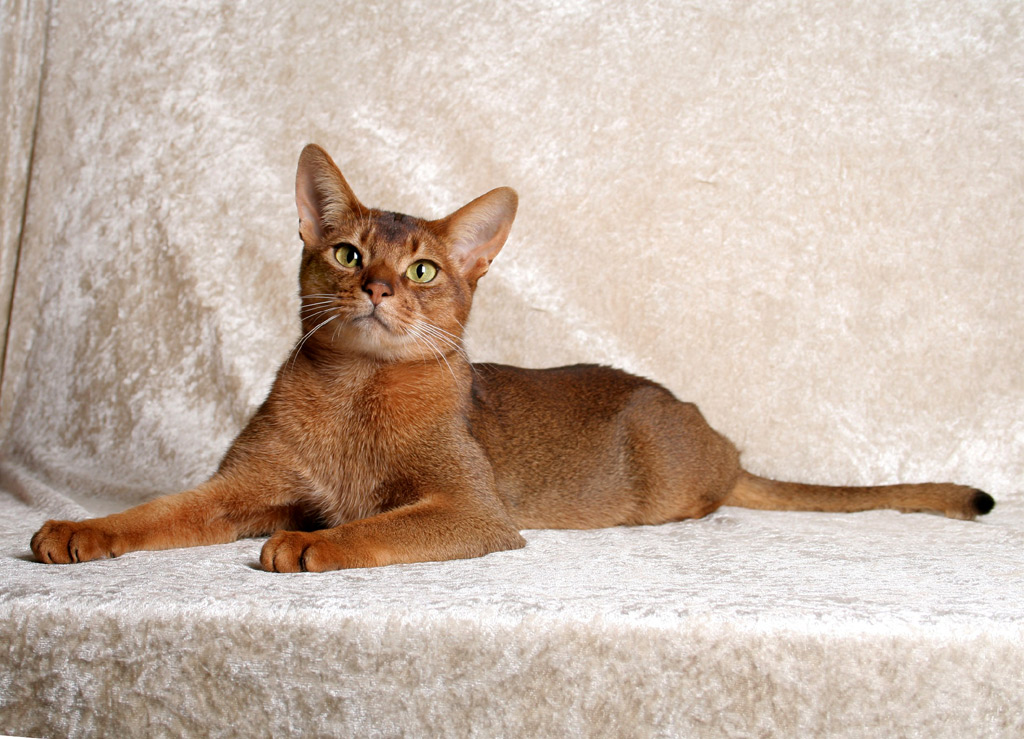
雄性阿比西尼亚猫，傳說認為拉美西斯二世曾請求阿比西尼亞國王给他一群貓，他把貓帶到了埃及

常見的貓種有：

#### 波斯貓
起源於波斯，可能是由短身型土耳其安哥拉貓繁衍而來。早期的波斯貓可能受土耳其安哥拉貓影響，體型纖細。100年後，演變成現今的體型。具渾圓身體、短四肢。小耳鼻，大眼。而波斯貓的著名分支金吉拉，原意指南美洲的小絨鼠，分為銀、金虎班兩種，毛色與該絨鼠相似而取其名。毛尖部分有顏色，毛底層則否。金吉拉是最早純人工育種成功的品種之一，且於1894年獲得承認。

#### 俄羅斯藍貓
頭部彷彿由數個平面構成，額頭平坦，由側面看像蛇，故稱作「眼鏡蛇的頭」。全身由帶銀光的藍灰色長毛包著，眼睛為綠色。雖然有人說，以名字看，應源於 北歐及歐俄北部，但正確起源仍是謎。不過，由英國人培育品種之說法，倒成為定論。19世紀末，該貓首度出現於貓展。當時的體型接近短身型；但世界大戰後，常與暹羅貓交配，變成纖細體型。不過自1960年代以後，有返回原體型的傾向。其四肢細長、臉窄小，大耳朵極薄，具雙層短毛。此貓性情內斂且溫馴。

#### 喜馬拉雅貓
也是屬波斯品種，是由暹羅貓與波斯貓經由人工繁殖而來。由瑞典人貝斯培育而成，除了藍眼睛和重點色毛皮外，其餘特徵等同於波斯貓。毛色和毛質如同暹羅貓，另加豹色點狀 、藍色點狀 、巧克力色點狀和淡紫色點狀4種點狀毛色。毛質同波斯貓，為光滑濃密的雙層毛，觸感柔細。

#### 土耳其安哥拉貓
原產於安卡拉。16世紀時，土耳其蘇丹王曾將此種貓獻給歐洲的貴族作禮物。此種貓體線幽美，四肢修長，尾巴覆蓋著濃密的被毛，頭部呈倒三角形，鼻長，有核桃形眼，目色和毛色相同。耳大且耳根寬，耳越往末端越細。

#### 土耳其梵貓
該貓歷史可追溯至1955年，一英國人在東土耳其梵湖畔發現玩水中的貓，並將其帶回英國。1970年代傳到美國，數年後開始繁殖。毛色白不帶黃，有些貓身體會局部帶有顏色的「姆指痕」，但斑紋局限在頭和尾巴。這種貓頭腦聰明，教養輕鬆。有著健壯的體型及敏捷的身體。此外，這種貓喜歡水，這也是罕見的事。此種貓討厭狹隘的環境，因此要飼養在牠能自由活動的地方。

#### 布偶貓
是人工培育的貓種，確切來源可追溯到1960年代的加州，Ann Baker的鄰居收留了她家附近一隻出了車禍的貓Josephine。後來Josephine生了一窩貓，這些貓體型大且溫馴，Ann Baker非常喜歡，便開始培育這個品種。不過Ann Baker使用哪種貓跟Josephine來育種，穩定這個品種的基因，现已因相关资料太少而不可考。甚至连Josephine出过车祸一事也没有确凿证据可以佐证。

#### 阿比西尼亞貓
有古老的歷史，傳說祖先曾被飼養於埃及法老的宮殿中，但1868年英國士兵從 衣索比亞帶回英國的貓才是牠們真正的祖先。之後的品種改良才產生現在的樣貌。被視為焦點的金色被毛，每根都有2－3個色帶，所以當貓身移動時會有明暗變化，稱為「阿比西尼亞虎斑」，除小面積的額頭M字紋外，幾乎沒有條紋。中等體型，四肢有堅硬的球形趾支撐，故又名球貓。

#### 蘇格蘭折耳貓
蘇格蘭摺耳貓（Scottish Fold）是一種耳朵有基因突變的貓。由於遺傳性疾病,導致這種貓在軟骨部份有一個摺，使耳朵向前屈摺，並指向頭的前方。由於這貓種最初在蘇格蘭發現（是一隻叫做Susie的小貓）所以以牠的發現地和身體特徵而命名。其後，這貓種在美國繼續繁殖，並演生成為今日的多個品種，包括和曼赤肯貓雜交的短腿品種或和長毛貓雜交所產生的長毛種等，外表也出現改變的品種。現時蘇格蘭摺耳貓有以下兩對不同的特徵：長毛貓種及短毛貓種，及摺耳和豎耳貓種。由於基因問題，摺耳和摺耳生的小貓容易出現畸形，因此一般培育時會使用一隻摺耳貓和一隻無摺耳血統的豎耳貓（如一隻英國短毛貓或美國短毛貓）進行配種。生下的小貓在成長過程中，部分小貓的耳朵會褶下成為摺耳貓，而剩下的沒有褶下的小貓，品種上屬於褶耳貓，卻沒有摺耳的外表。而這種沒有摺耳的小貓會佔更大的比例。
摺耳貓因本身是突變種，摺耳即是軟骨發育不全症的病癥，四肢易生病痛、行動不便。同時也更容易出現腎臟問題，壽命也較其他貓較短。動物保護組織呼籲民眾不要買來飼養。但如果是正規繁育認證並不會出現此類問題。非專業人士應避免其與美國短毛貓（American Shorthair） 或 英國短毛貓 （British Shorthair）雜交。

#### 美國短毛貓
簡稱「美短」，頭部為有點方的圓形，側面有平緩的條紋。美國短毛貓之起源，可溯自美國殖民時代。據說美國短毛貓的祖先，和來自英國的拓荒者一併進入美國，幫助捕鼠。後來，美國原住民開始飼養這種貓。由於北美洲氣候惡劣，為了在陰寒、雨天等環境求生，此貓便具有厚胸、粗頸、結實的半短身型體型，且體毛稍硬，形成稠密厚皮。除了狩獵用途外，也可當作玩賞貓。此貓以銀白色和黑色的古典虎斑聞名，被認可的毛色已超過30種，而且這種虎斑的腋窩的螺旋絞、額頭的M形紋、背上的3條紋路，及肩膀的蝴蝶紋等，一般貓都沒有。
一般認為這種品種比較好動，需要比較大的活動空間，但是所有貓都有個體差。

#### 埃及貓
中等頭部帶有圓形感，有一雙大耳朵。臉、四肢和尾巴有條紋，由喉到胸有橫兩條項鍊花紋。古埃及有一名為「巴蒂斯特」，外形如貓的女神，臉上有如埃及貓般的點狀花紋。此貓被認為是古埃及人所飼養的貓。埃及貓是唯一不需人工繁殖形成點狀花樣的貓種。埃及貓被喻為「小型豹」，身上有著大大小小的點狀花紋。至於額頭，在埃及型和英國型有甲蟲圖案，但美國型則為M字。銀色、青銅色和黑灰色是基本毛色，體毛柔滑。

#### 英國短毛貓
頭寬、圓而大。滿月臉頰。突出的吻部。短、寬而直的鼻子，微微凹陷（但不是中斷）。下巴堅固，和鼻子構成垂線。耳大小中等，基部寬呈三角形。間距適中。
眼大而圓，間距大。顏色和被毛相協調為佳（古銅色、金色、藍色、綠色、藍綠色、異色眼）。頸短、粗，肌肉發達。英國短毛貓的老祖宗們給它們留下了吃苦耐勞的優良血統，這使牠們對環境的適應性比一般的貓高的多，面對驟變或陌生的環境可以泰然處之。
相對於“美短”，一般簡稱為“英短”。

#### 异国短毛猫
1960年左右美國的育種專家將美國短毛貓和波斯貓雜交以期改進美國貓的被毛顏色並增加其體重，這樣就誕生了綽號為異國短毛貓的一種短毛波斯貓。它在1966年被 CFA承認為新品種。
漫畫《加菲貓》的主角原型為一隻紅虎斑異國短毛貓。

## 純種與混種

### 純種貓
飼養純種貓時，通常會有血統證明書，以證明該貓的血統為純種。
約兩千年前，人類開始把一些小猫特別飼養起来，经过拣选再繁殖，便把好看的下一代一步一步培育起来，这个过程是经过挑选而非天然的。

### 混種貓

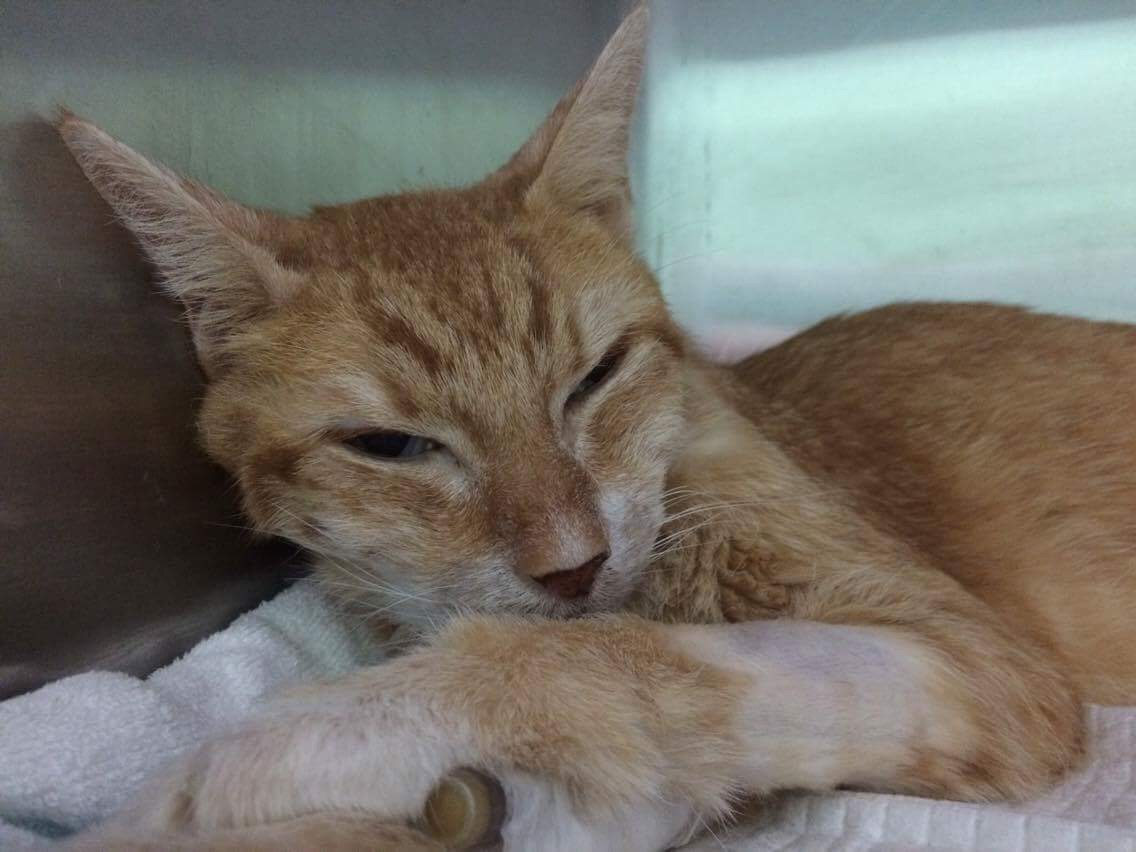
混種的家貓

混種貓在台灣稱為米克斯貓，取自英文的MIX音譯。
米克斯貓也有花色和品種的分別，但不一定具有遺傳上的關係，如三色貓（玳瑁白色貓，那三色分別為黑、白、紅）、橘子貓（紅色虎斑短毛家貓）、虎斑貓、全白貓、全黑貓、普通玳瑁貓。

## 另見
- 貓隻顏色
- 犬種列表